# König Salomons Diamanten
König Salomons Diamanten ist der Titel eines US-amerikanischen Spielfilms, gedreht in Technicolor, aus dem Jahr 1950. Als literarische Vorlage diente der gleichnamige Roman von H. Rider Haggard.

## Handlung
Gegen Ende des 19. Jahrhunderts: Eigentlich will Allan Quatermain gar nicht auf Mrs. Elizabeth Curtiz’ Bitte eingehen, mit ihr und ihrem Bruder John Goode tief im Innern von Afrika nach ihrem verschollenen Mann zu suchen. Aber der verwitwete Mann braucht das Geld, um seinem Sohn in England eine gute Erziehung zu ermöglichen. So lässt er sich schließlich überreden, und sie brechen mit farbigen Trägern auf.
Es ist weniger Liebe als ihr schlechtes Gewissen, das Elisabeth in dieses gefährliche Unterfangen trieb. Sie hat ein großes Vermögen mit in die Ehe gebracht und das ihrem Mann oft genug vorgehalten. Jetzt ist er seit einem Jahr auf der Suche nach König Salomons sagenhaftem Schatz, und sie hat nichts mehr von ihm gehört.
Auch die Chemie zwischen Elizabeth und Allan stimmt anfangs keinesfalls, und oft muss John den Vermittler spielen. Doch je schwieriger der Weg durch unerforschtes Land wird, je gefährlicher die Umwelt und die wilden Tiere sie bedrohen, umso mehr wächst die gegenseitige Achtung. Sie bewundert seine Gelassenheit und Sicherheit in kritischen Situationen, ihm imponieren ihre Ausdauer und ihr Mut.
Als sie in das Gebiet eines wilden Volksstamms kommen, sind eines Morgens alle Träger verschwunden. Sie müssen alleine weiter und verlieren bei einem Angriff auch noch Quatermains Boy Khiva. Sie sind jetzt nur noch zu dritt.
Dann stößt ein seltsam aussehender, hochgewachsener Eingeborener zu ihnen und bittet sie darum, sie begleiten zu dürfen. Und immer wieder müssen sie Gefahren überstehen, so entgehen sie nur knapp dem Tod durch Zertrampeln durch vor einem Buschbrand fliehende Zebras und andere Huftiere und dem Verdursten in einer endlosen Sandwüste. Langsam empfinden Elizabeth und Allan füreinander mehr als Sympathie.
Schließlich kommen sie in ein fruchtbares Gebiet, das von Menschen bewohnt wird, deren Aussehen dem ihres Begleiters gleicht. Er begrüßt einige wie alte Freunde. Es stellt sich heraus, ihr Weggefährte ist Umbopa, der verstoßene König dieses Volkes, der seinen Thron von seinem Rivalen zurückfordern will.
Während Umbopa den politischen Umsturz vorbereitet, geraten die drei Weißen noch einmal in Gefahr. Anhänger der feindlichen Partei locken sie in eine Höhle. Dort stoßen sie zwar auf die sagenhaften Diamanten König Salomons und die Überreste von Elizabeths Mann, gelangen aber nur unter Lebensgefahr wieder ins Freie.
Zwischen Umbopa und dem falschen König kommt es zum Kampf. Umbopa siegt und wird vom Volk zum neuen Herrscher ausgerufen. Elizabeth, Allan und John aber kehren, mit Geschenken beladen, in die Heimat zurück.

## Hintergrund
- Beim Ansehen des Films fallen einem unterschiedliche Farbaufnahmen auf. Sequenzen mit Tieraufnahmen, z. B. mit der flüchtenden Tierherde, sind ungenauer und dunkler als die mit den Schauspielern. Offensichtlich wurden die Tieraufnahmen als Konserve in den Film hineingeschnitten.
- Sechsmal wurde der Stoff verfilmt: 1937 mit Cedric Hardwicke, 1950 mit Stewart Granger und Deborah Kerr, 1958 mit George Montgomery, David Farrar und Tania Elg, 1978 mit Patrick Macnee, 1985 mit Richard Chamberlain und Sharon Stone (siehe Quatermain – Auf der Suche nach dem Schatz der Könige) und 2004 mit Patrick Swayze (siehe Quatermain und der Schatz des König Salomon).

## Auszeichnungen
- Dreimal wurde der Film 1950 für den Oscar nominiert, unter anderem auch als bester Film. Zwei Oscars erhielt er und zwar für die Kamera (Robert Surtees) und den Schnitt (Ralph E. Winters und Conrad A. Nervig).
- Außerdem wurde die Kameraarbeit im Jahr 1951 mit einem Golden Globe in der Kategorie Best Cinematography – Color ausgezeichnet.

## Kritik
„Die wenig originelle Geschichte geht unter in einem faszinierenden Gemälde von Afrika mit großartigen Natur- und Landschaftsaufnahmen aus Tanganjika, Kenia, Uganda und Zaire.“

## Fortsetzung
1958 brachte MGM eine Fortsetzung in die Kinos mit dem Titel Watusi. In dieser spielte George Montgomery den mittlerweile erwachsenen Sohn von Allan Quatermain, der als Neuling nach Afrika kommt und trotzdem, allein durch die Erzählungen seines Vaters, allerhand Erfahrungen aufweisen kann. Der Film verwendet alle entscheidenden Szenen aus dem ersten Teil einfach ein zweites Mal. Die Handlung ist inhaltlich der ersten sehr ähnlich.